# Krynica (kwartalnik)
Krynica – pismo mniejszości polskiej na Ukrainie wydawane cztery razy do roku w języku polskim. 
Najwięcej uwagi czasopismo poświęca tematyce religijnej, katolickim tradycjom, dziedzictwu cywilizacji łacińskiej na Ukrainie oraz obecności Polaków nad Dnieprem.